# Delosperma velutinum
Delosperma velutinum är en isörtsväxtart som beskrevs av L. Bol.. Delosperma velutinum ingår i släktet Delosperma, och familjen isörtsväxter. Inga underarter finns listade i Catalogue of Life.